# Brice Guyart
Brice Guyart, född den 15 mars 1981 i Suresnes, Frankrike, är en fransk fäktare som bland annat tog OS-guld i herrarnas florett i samband med de olympiska fäktningstävlingarna 2004 i Aten.